# Oscar Chaplin
Oscar Chaplin III (* 22. Februar 1980 in Savannah, Georgia; † 5. Februar 2022 in Hartwell, Georgia) war ein US-amerikanischer Gewichtheber.

## Karriere
Oscar Chaplin gewann bei den Panamerikanischen Spielen 1999 im Alter von 19 Jahren die Bronzemedaille in der Klasse bis 77 kg. Ein Jahr später wurde er als erster US-Amerikaner Junioren-Weltmeister in dieser Klasse. Erst 2016 konnte mit Clarence Cummings ein weiterer Landsmann diesen Titel gewinnen.
Bei den Olympischen Sommerspielen 2000 in Sydney belegte Chaplin in der Klasse bis 77 kg den 12. Rang. Vier Jahre später wurde er bei den Spielen in Athen, ebenfalls in der Klasse bis 77 kg, Zehnter.
Auf nationaler Ebene stellte Chaplin mehrere Rekorde auf. Im Reißen betrugen diese 157,5 kg in der Klasse bis 77 kg (1999) und 166 kg in der Klasse bis 85 kg (2002). Beide Rekorde blieben bis zur Reform der Gewichtsklassen durch die International Weightlifting Federation 2018 unangefochten.
Nach seiner aktiven Laufbahn blieb Chaplin dem Gewichtheben treu. Er assistierte beim US-amerikanischen Verband und leitete Trainerseminare.
Chaplin starb am 9. Februar 2022 im Alter von 41 Jahren.